# Gus Lesnevich
Gus Lesnevich est un boxeur américain né le 22 février 1915 à Cliffside Park, New Jersey, et mort le 28 février 1964.

## Carrière
Il devient champion du monde des poids mi-lourds de la National Boxing Association (NBA, ancêtre de la WBA) le 22 mai 1941 en battant aux points Anton Christoforidis. Le 26 août 1941, Lesnevich bat Tami Mauriello, challengeur pour le titre de champion de la New York State Athletic Commission (NYSAC) laissé vacant par Billy Conn, devenant ainsi champion du monde unanime de la catégorie. Il conserve ces ceintures pendant sept ans et n'est détrôné que le 26 juillet 1948 par Freddie Mills. Il met un terme à sa carrière l'année suivante après deux nouvelles défaites face à Joey Maxim et Ezzard Charles.

## Distinction
- Gus Lesnevich est élu boxeur de l'année en 1947 par Ring Magazine.